# OCHA NORMAの お茶の間さまの言うとおり
『OCHA NORMAの お茶の間さまの言うとおり』（オチャノーマの おちゃのまさまのいうとおり）は、BSJapanext（現・BS10）にて2022年3月31日から2023年9月26日まで放送されていたバラエティ番組。なお、レギュラー放送終了後も特別番組として不定期放送された。

## 概要
当番組は、BSJapanext開局にあわせて設けられた月 - 土曜日放送の30分番組枠「Connects LOVE!」6番組の1つとして、毎週木曜日 22:00 - 22:30（JST）に放送された（2023年7月に火曜日同時刻へと枠移動）。
出演者にはハロー!プロジェクト所属の女性アイドルグループ『OCHA NORMA』（オチャノーマ）が起用され、MCはお笑い芸人のニッチェ（江上敬子、近藤くみこ）であった。なお、番組開始時点では正式デビュー前だったOCHA NORMAにとって当番組は初の冠番組・初のレギュラー出演番組となった。
番組は視聴者のリクエストしたロケ企画にメンバーが体当たりで挑戦する『むちゃ振りバラエティー』と称している。具体的には、放送局公式アプリ「つながるジャパネット」にて視聴者から募った課題「お茶の間さまの指令」にメンバーが挑戦するロケを主な内容としていた。

### 再放送
番組開始以来、原則毎週末と翌放送回の当日未明（前日深夜）の毎週2回（編成都合により休止あり、2023年7月の放送枠移転後は当日昼の1回のみ）に渡り、直近または一週遅れの放送回が再放送されていた。なお、字幕放送については番組開始当初は実施されず、2022年夏頃からは徐々に対応するようになったものの、ほとんどの回では本放送までに字幕製作が間に合わず再放送のみ字幕放送となっていた。
なお、後述の「生放送特別番組」については、ほとんどの回で再放送されず、BSJapanext公式アプリ内での見逃し配信のみとなっていた。

#### 再放送日時の変遷
- 2022年4月頃　①日曜 3:40から（#1のみ2:00から）　②木曜 2:00から
- 2022年10月改編後 ①日曜 19:00から　木曜 2:00から ②日曜 19:00から
- 2023年1月改編後　①木曜 1:00から　②土曜 4:30から（1週遅れ）
- 2023年7月改編後　火曜 12:00から

※編成の都合により一部変更・休止回あり

### お茶の間さま
番組では視聴者のことを〝お茶の間のみなさま〟という意味で『お茶の間さま』と呼ぶ。ただし番組名の略称として使用される場合もあった。

## 出演

### レギュラー出演者
MC
- ニッチェ
  - 江上敬子
  - 近藤くみこ

※原則毎週2人とも出演
OCHA NORMAメンバー
- 『古参チーム』（年長メンバー）
  - 斉藤円香
  - 広本瑠璃
  - 石栗奏美
  - 米村姫良々
  - 窪田七海
- 『フレッシュチーム』（年少メンバー）
  - 田代すみれ
  - 中山夏月姫
  - 西﨑美空
  - 北原もも
  - 筒井澪心

※通常回は原則2人ずつ交代で出演

### 古参とフレッシュ
番組では上記の通り、OCHA NORMAメンバーを年齢順で『古参』と『フレッシュ』の2つに分けている。この枠組みは番組独自のもので、チーム対抗戦企画の組分けなどに用いられるほか、古参メンバーはぞんざいに扱われるなど番組演出上のイジリの対象となっている。
当初は「古参」本来の意味通り、ハロプロ研修生在籍年数の長いメンバーが『古参』と呼ばれていた。第2回放送内のミニコーナー「ニッチェ先生のお悩み相談室」で、米村・窪田の下積み期間の話題から自然発生的に生まれた。その後出演した他メンバーも在籍年数を聞かれ、ニッチェの主観で一部メンバーが古参とされていた。
2022年7 - 8月放送の「4週連続全員集合スペシャル」内でチーム対抗戦が行われた際に、年齢順で『古参』対『フレッシュ』にチーム分けされ、以降はこの枠組みが定着した（初出演時は古参とされていた中山（研修生歴では3番目）が年齢順でフレッシュチームに、代わりに同6番目の広本が年齢順で古参チームに組分けられた）。

## コーナー

### メインのコーナー
- （お茶の間さまの指令） - 視聴者から出された様々な課題「お茶の間さまの指令」にOCHA NORMAメンバーが挑戦するロケ企画（スタジオ収録の場合もある）。下記の特別企画回や生放送特別番組では実施されない。正式なコーナー名は特にない。番組初回から開始。
  - 収録は通常、メンバーのうち2人と進行役のニッチェの2人、各分野の第一線で活躍する先生役のゲストが出演して行われ、1回の収録分を前・後編の2週に分けて放送する。
  - 「お茶の間さまの指令」の募集は、放送局公式アプリ「つながるジャパネット」で行われる。2022年12月現在では視聴者は予め提示された10個程度の企画案の中から気に入ったものを選択し、コメントを付けて投票する方式となっている[3]（2022年夏頃までは、選択肢にはないオリジナルの企画も自由回答で提案することが可能だった）。

- お茶トーク - メンバー全員集合回でのスタジオトーク企画。クジ引きまたはニッチェから指名されたメンバーが、ホワイトボードに貼り出された複数のトークテーマの中から自らテーマを選択して話す。ゲスト出演者が参加する場合もある。2023年春から不定期で実施。
- 100万アイドルプロジェクト - 後述。2023年に不定期で実施。

### ミニコーナー
- お茶の間さまが見るMV - OCHA NORMAのミュージック・ビデオ（MV）を放送するコーナー。番組終盤に放送され、MV映像にグループや番組の告知テロップが被せられたり、途中から音声のみを残して映像は告知など別のものに切り替えられ、そのまま番組エンディング曲として使われることが多い。最新曲のMVが使用される場合が多い。（第11回 - 、ほぼ毎回）
- ニッチェ先生によるお悩み相談室 - 人生の先輩ニッチェがメンバーの悩み事を解決する。（第2 、10回）
- お茶の間さまが見るライブ - 『 - 見るMV』の前身コーナー。グループのデビュー前でMVの無かった番組初期にコンサート映像をダイジェスト放送していた。（第4 - 10回、不定期）
- お茶の間 都市伝説 - お茶の間さまの間で流れている、OCHA NORMAに関する噂の真偽をメンバーに問い質す。（第11回）
- お茶の間さまの言ったこと - 前週の本編出演メンバーが、放送時の公式アプリ・リアルタイムコメント（チャット欄）への視聴者の書き込みをチェックするコーナー。ビッグデータ分析ツールで書き込みの多い単語を抽出したり、多かった書き込みを「お茶の間さまのご意見」として紹介。番組側が選んだ「ベストコメント」の投稿者には番組ロゴ入り缶バッジがプレゼントされた。（第12 - 15回）
- （メンバー会議） - 番組公式キャラクターの詳細を詰めるメンバー会議の模様を放送。（第32、45回。#番組公式キャラクター参照）

### 100万アイドルプロジェクト!
『100万アイドルプロジェクト!』（ミリオンアイドルプロジェクト）は、2023年に年間を通して実施されるシリーズ企画。OCHA NORMAが「10万」をキーワードにした複数の企画にチャレンジし、達成することで「100万（ミリオン）アイドル」の称号を目指すというもの。
- 2023年1月5日の生放送特別番組『お茶の間さまと新年お茶会スペシャル』にて、上記概要が発表された[4][5]。
- 2月21日放送の『生放送2時間スペシャル』にて、チャレンジの成否により下記のご褒美または罰ゲームが与えられると発表されたほか、当日実施された1つを含む具体的な4つのチャレンジ内容（下記表①～④参照）と、残りの企画は視聴者から公募することが併せて発表された[6]。
  - 達成……「ライブホールクラスの会場で番組連動OCHA NORMA単独イベント開催」
  - 未達成……「連続10万秒（27時間46分40秒）のYouTube LIVE開催」
- 4月6日、13日の通常放送回で、視聴者の提案したチャレンジの一部を紹介、シミュレーションが実施された。このうち「歩数計で合計10万カウント」案は後に「サンバを踊りながら…」と内容をアレンジして実施された。
- 5月4日、11日には通常放送回としては初となるチャレンジ企画第2弾として、回転寿司店で10万円分の飲食を目指す大食い企画が放送された[7]。
- 5月27日、BSJapanextで放送された期間限定番組『今から、バズるんです マッチングBUZZアワード』の初回に、メンバー4人（斉藤・広本・窪田・西﨑）がゲスト出演。この番組の企画[注 1]で制作されたTikTok動画も100万企画のひとつ・動画再生回数の集計対象とされ、初の番組枠外でのチャレンジとなった。
- 9月15日、生放送特別番組内で「同月いっぱいでのレギュラー放送終了」が発表され、この影響で次回の生放送とチャレンジも翌年へと持ち越しとなった。
- 2024年1月19日、「生放送2時間スペシャル」で結果発表が行われ、この中でチャレンジの失敗と、罰ゲームを「メンバーによるサイリウムダンス」（通称「オタ芸」）に変更することが発表された。なお、チャレンジ成功数（4/10チャレンジ）にあわせ、4人は罰ゲームを免除され、同日の放送内容は免除を賭けたメンバー対決企画となった。
- 3月8日、前述の罰ゲーム免除メンバーを除く6人が生放送前にダンスを習得する様子をインターネット生配信し、番組内では完成したダンスを披露した。

#### チャレンジ一覧
| 放送日                       | チャレンジ名                                                                                        | ルール | 結果                | 備考 |
| ---------------------------- | --------------------------------------------------------------------------------------------------- | --- | ------------------- | --- |
| 2月21日                      | ④『エアロバイク10万m走破!』 （フィットネスバイクで合計走行距離100kmを目指す）                       | 制限時間約75分間、走者は何回でも交代可。バイクはスタート時2台。 【アシスト・救済措置】 視聴者参加クイズ賞品としてバイク2台追加。大喜利コーナー賞品として助っ人が代走（助っ人4人で約15分間・合計約24km） | 成功（106,980m）    | 助っ人は松竹芸能の自転車愛好・アスリート芸人、団長安田・石井ミカン・岸大誠・きのした洋梨 |
| 5月4日・11日                 | ③『スシロー10万円チャレンジ』 （回転寿司店で目標金額10万円の大食いチャレンジ）                      | 制限時間2時間。チャレンジ実施店舗の価格設定は収録当時1皿130～370円。ドリンクやサイドメニュー、デザートも加算対象。 【アシスト・救済措置】 メンバーは1人1回まで「助っ人ルーレット」を回せる（ルーレットで当たったスタッフ・ディレクター・カメラマン・江上・近藤のいずれかが5分間飲食に参加、持ち帰り（特上セット3人前 5,130円）、ハズレがある（石栗・中山・筒井を除く7人が利用し助っ人5、持ち帰り2）） | 成功（124,310円）   | 番組内で引用された調査結果では「女性が食べる一般的な金額」は平均1,460円、「“食べ過ぎた”と感じる金額」は平均2,193円と示された。 2月の生放送特番での発表時点での企画名称・内容は『ファミレスで10万円分食べる!』だった |
| 5月27日※                     | ①（マッチングBuzzアワード・TikTok動画10万回再生）                                                   | 斉藤・広本・窪田・西﨑がゲスト出演した同局「今から、バズるんです マッチングBuzzアワード #1」の企画で製作し番組TikTokアカウントで4月に公開された動画の再生回数で10万回を目指す。 【アシスト・救済措置】特になし | -                   | ※『マッチングBuzzアワード』の放送日 『お茶の間さま』放送内では当チャレンジについて触れられず、また内容も下記企画と重複するため、打ち切って下記に一本化されたとみられる。                                            |
| 6月1日・8日                  | ①『BSJapanext公式YouTubeチャンネルで動画をアップし 累計再生数10万回を目指す!』                      | 左記日程で放送された「ニッチェ番組卒業ドッキリ」の内容をメンバー別にダイジェスト編集し、各回放送後にYouTubeのBSJapanext公式チャンネルでショート動画として公開。制限時間等は特に設けられなかった。 【アシスト・救済措置】特になし | 成功（回数未確定※） | 仕掛人の斉藤・米村・田代を除く計7本のショート動画が集計対象。 ※発表は6月21日付（10万回到達は16日、発表日時点では約14万回再生）                                                                                      |
| 6月13日                      | ⑤『めざせ10万コメント!』 （局公式アプリの視聴者チャット機能で視聴者からの書き込みを10万件獲得する） | 制限時間は生放送特番中の2時間（19:00 - 21:00）。視聴者が番組公式Twitterアカウントをフォローし、局公式アプリのTwitter連動機能（Twitterにも同時投稿される）を利用し放送中の「リアルタイムコメント」に書き込んだ件数のみ集計対象となる。 【アシスト・救済措置】 投降者の中から抽選で10名に番組グッズ「チャッピー缶バッジ 3個セット」が進呈された。                                                       | 失敗（25,192件）    | コメント件数は番組終盤の発表時点。それまでの放送局歴代最高記録（当番組の持つ14,000件余）を更新した |
| 6月15日・21日                | ⑥『あの手この手で歩数計10万カウントを目指す!』 （歩数計を着用してサンバを踊り合計10万歩を目指す）   | 制限時間は収録の約2時間。歩数計を振る、動き回るなどカウントを増やす手段に制限はないが、主にメンバーがプロダンサーからサンバを習う企画として実施。 | 失敗（35,192歩）    | 先生ゲスト：プロサンバダンサー・中島洋二 時系列では生放送特番（コメント件数チャレンジ）より前の収録 |
| 未放送                       | ②『番組Twitterでメンバーが投稿 合計「10万いいね」獲得を目指す!』                                    | 番組公式SNSにメンバーの動画を投稿し合計10万いいねを目指す。 | 失敗                | 9月より順次投稿。 |
| 未放送                       | ⑦番組公式TwitterとInstagramの登録者数 合わせて10万人目指せ                                          | SNS（X（旧Twitter）・Instagram）の番組公式アカウントで合計10万フォロワーを獲得する | 失敗                | 8月1日に各SNSの番組公式アカウントにて概要発表、8月15日に番組内でも告知（テロップのみ）。発表時点での番組SNSフォロワー数は6000人余り                                                                                 |
| 8月15日・22日・9月12日・19日 | ⑧カラオケショート動画で合計10万回再生を目指せ                                                       | 8月15日・22日の「真夏のカラオケ大会」編、9月12日・19日の「OCHA NORMAカラオケ大会 第二弾」で放送したメンバーの歌唱動画を、各後編放送後にYouTubeのBSJapanext公式チャンネルでショート動画として公開。合計10万回再生を目指す。 | 成功                | |
| 9月15日                      | ⑨10万ツイート&コメントを目指せ!                                                                     | ルールは6月のチャレンジ⑤と同様（放送時間は18:00 - 20:00） 【アシスト】 コメント投稿者の中から抽選で3名に、勝利チームのチェキ写真、サイン色紙、チャッピー缶バッジのセットをプレゼント。 「#お茶の間さまに願いを☆彡」と題し、SNSで事前募集した視聴者からの願い事をコメント件数1万件毎に1つ叶える。 | 失敗（12,163件）    | コメント件数は番組終盤の発表時点。X連動でのコメント投稿が出来ない不具合が発生。 |
| 2024年1月5日                 | ⑩リポスト10万件                                                                                     | 視聴者が番組公式X（旧Twitter）の特番告知ポストを視聴者ら10万人がリポスト（旧リツイート）する。 | 失敗                | |

## 放送リスト

### 2022年
| 回 | 放送日   | お茶の間さまの指令                                                                                           | 先生役                                                                                 | 出動メンバー         | 備考 |
| -- | -------- | --- | -------------------------------------------------------------------------------------- | -------------------- | --- |
| 1  | 3月31日  | 江上さまの言うとおり！① （アトラクションに搭乗しながら『自己PR』『告白』などの課題に挑戦）                   | なし                                                                                   | 米村姫良々・窪田七海 | ロケ地：富士急ハイランド |
| 2  | 4月7日   | 江上さまの言うとおり！① （アトラクションに搭乗しながら『自己PR』『告白』などの課題に挑戦）                   | なし                                                                                   | 米村姫良々・窪田七海 | ロケ地：富士急ハイランド |
| 3  | 4月14日  | 「キラキラプリンセス」に変身せよ！ （プリンセスの所作や思考法を学ぶ）                                        | プリンセス研究家・橋本サリー                                                           | 斉藤円香・石栗奏美   | ここでいう「プリンセス」とはファンタジー映画等におけるそれを指す |
| 4  | 4月21日  | 「キラキラプリンセス」に変身せよ！ （プリンセスの所作や思考法を学ぶ）                                        | プリンセス研究家・橋本サリー                                                           | 斉藤円香・石栗奏美   | |
| 5  | 4月28日  | パルクールでカッコいい動画を撮れ！                                                                           | パルクールパフォーマー・898（ヤクワ monsterpk所属）                                    | 広本瑠璃・北原もも   | ロケ地：パルクール専用施設「MISSION PARKOUR PARK TOKYO」 |
| 6  | 5月5日   | パルクールでカッコいい動画を撮れ！                                                                           | パルクールパフォーマー・898（ヤクワ monsterpk所属）                                    | 広本瑠璃・北原もも   | ロケ地：パルクール専用施設「MISSION PARKOUR PARK TOKYO」 |
| 7  | 5月12日  | 写真の極意を学んで特技にしよう！                                                                             | 写真家・竹中圭樹                                                                       | 田代すみれ・西﨑美空 | 『お茶の間さま』による初指令回 |
| 8  | 5月19日  | 写真の極意を学んで特技にしよう！                                                                             | 写真家・竹中圭樹                                                                       | 田代すみれ・西﨑美空 | 放送時間中の公式チャットに斉藤・広本が参加（エピソード参照） |
| 9  | 5月26日  | お料理スパルタ塾に入れ！                                                                                     | ニッチェ 江上敬子                                                                      | 中山夏月姫・筒井澪心 | 上記の様子をミニコーナーとして放送 |
| 10 | 6月2日   | お料理スパルタ塾に入れ！                                                                                     | ニッチェ 江上敬子                                                                      | 中山夏月姫・筒井澪心 | 今回で出動メンバーが一巡 |
| 11 | 6月9日   | 美味しいものを作って食レポせよ！ （うどん作り体験）                                                          | うどんパフォーマー/讃岐うどん職人・小野ウどん                                          | 窪田・西﨑           | ロケ地：浅草手打ち塾 メルフクラフト（うどん作り体験施設） |
| 12 | 6月16日  | 美味しいものを作って食レポせよ！ （うどん作り体験）                                                          | うどんパフォーマー/讃岐うどん職人・小野ウどん                                          | 窪田・西﨑           | ロケ地：浅草手打ち塾 メルフクラフト（うどん作り体験施設） |
| 13 | 6月23日  | 心霊スポットで体を張れ！                                                                                     | お化け屋敷製作会社「怖がらせ隊」隊長・岩名謙太                                         | 斉藤・米村           | ロケ地は実在の心霊スポットではなく倉庫内に作られたもの |
| 14 | 6月30日  | 心霊スポットで体を張れ！                                                                                     | お化け屋敷製作会社「怖がらせ隊」隊長・岩名謙太                                         | 斉藤・米村           | |
| 15 | 7月7日   | 第1回お茶デミー賞（総集編）                                                                                  | -                                                                                      | -                    | |
| 16 | 7月14日  | OCHA NORMA 全員集合スペシャル                                                                                | なし                                                                                   | 全員                 | 公式チャットに斉藤、広本が参加（エピソード参照）。 |
| 17 | 7月21日  | OCHA NORMA 全員集合スペシャル                                                                                | なし                                                                                   | 全員                 | 〃 |
| 18 | 7月28日  | OCHA NORMA 全員集合スペシャル                                                                                | なし                                                                                   | 全員                 | 特別編成のため30分間順延 |
| 19 | 8月4日   | OCHA NORMA 全員集合スペシャル                                                                                | なし                                                                                   | 全員                 | |
| 20 | 8月11日  | 知識豊富なアイドルを目指せ！（科学実験・サイエンスクイズ）                                                   | サイエンスエンタテイナー・五十嵐美樹                                                   | 中山・北原           | |
| 21 | 8月18日  | 知識豊富なアイドルを目指せ！（科学実験・サイエンスクイズ）                                                   | サイエンスエンタテイナー・五十嵐美樹                                                   | 中山・北原           | |
| 22 | 8月25日  | 世界記録を爆裂に更新しまくろう！ （ギネス世界記録更新を目指し珍種目に挑戦）                                  | 26種目のギネス世界記録保持者/お笑い芸人・チェリー吉武                                  | 広本・筒井           | |
| 23 | 9月1日   | 世界記録を爆裂に更新しまくろう！ （ギネス世界記録更新を目指し珍種目に挑戦）                                  | 26種目のギネス世界記録保持者/お笑い芸人・チェリー吉武                                  | 広本・筒井           | |
| 24 | 9月8日   | 忍者修行でアイドルスキルを上げまくろう！                                                                     | 現代忍者/声優・鈴木柚里絵                                                              | 石栗・北原           | ロケ地は以前のパルクール施設（第27回まで同じ） |
| 25 | 9月22日  | 忍者修行でアイドルスキルを上げまくろう！                                                                     | 現代忍者/声優・鈴木柚里絵                                                              | 石栗・北原           | 当初放送予定の15日が野球中継延長のため休止し一週間順延 |
| 26 | 9月29日  | マイナースポーツに挑戦！（スポーツウィップ）                                                                 | 日本スポーツウィップ協会会長・越名貢                                                   | 田代・中山           | 「スポーツウィップ」は鞭の技術を競うスポーツ。 |
| 27 | 10月6日  | マイナースポーツに挑戦！（スポーツウィップ）                                                                 | 日本スポーツウィップ協会会長・越名貢                                                   | 田代・中山           | 「スポーツウィップ」は鞭の技術を競うスポーツ。 |
| 28 | 10月13日 | 一芸習得スペシャル！（大道芸） - フレッシュチーム：テーブルクロス引き - 古参チーム：バルーンアート・風船人間 | いずれも大道芸パフォーマー ・エキセントリック吉田（テーブルクロス引き） ・MIYU（風船） | 石栗除く全員         | ゲストMC：宮本佳林 前週の生放送特別番組（下記）の際にスタジオ収録されたため、産休の江上と体調不良の石栗が欠席。 今回から番組公式キャラクター『茶柱くん』（仮称）が使用される（後述）。 |
| 29 | 10月20日 | 一芸習得スペシャル！（大道芸） - フレッシュチーム：テーブルクロス引き - 古参チーム：バルーンアート・風船人間 | いずれも大道芸パフォーマー ・エキセントリック吉田（テーブルクロス引き） ・MIYU（風船） | 石栗除く全員         | ゲストMC：宮本佳林 前週の生放送特別番組（下記）の際にスタジオ収録されたため、産休の江上と体調不良の石栗が欠席。 今回から番組公式キャラクター『茶柱くん』（仮称）が使用される（後述）。 |
| 30 | 10月27日 | 第2回お茶デミー賞（総集編）                                                                                  | -                                                                                      | -                    | |
| 31 | 11月10日 | マイナースポーツ「ラート」に挑戦！                                                                           | ラート元日本代表選手・安部夏月（たまラートクラブ/東京農工大学）                        | 広本・窪田           | 江上産休前の収録（#34まで）。特別編成のため前週休止。 |
| 32 | 11月17日 | マイナースポーツ「ラート」に挑戦！                                                                           | ラート元日本代表選手・安部夏月（たまラートクラブ/東京農工大学）                        | 広本・窪田           | 番組キャラクター名が『チャッピー』に決まる（後述） |
| 33 | 11月24日 | ギャル電のスキル・マインドを身につけろ！（ギャルに変身して電子工作）                                         | ギャルの電子工作ユニット『ギャル電』・きょうこ                                         | 米村・西﨑           | |
| 34 | 12月1日  | ギャル電のスキル・マインドを身につけろ！（ギャルに変身して電子工作）                                         | ギャルの電子工作ユニット『ギャル電』・きょうこ                                         | 米村・西﨑           | |
| 35 | 12月8日  | 世界記録を爆裂に更新しまくろう！ Part2                                                                       | チェリー吉武                                                                           | 斉藤・筒井           | 産休中の江上の代理MC：相田周二（三四郎）、BSJapanext T-1スタジオで収録（いずれも#38まで）。 チェリーファンの斉藤がリクエストした持ち込み企画。                                         |
| 36 | 12月15日 | 世界記録を爆裂に更新しまくろう！ Part2                                                                       | チェリー吉武                                                                           | 斉藤・筒井           | 産休中の江上の代理MC：相田周二（三四郎）、BSJapanext T-1スタジオで収録（いずれも#38まで）。 チェリーファンの斉藤がリクエストした持ち込み企画。                                         |
| 37 | 12月22日 | ボードゲームで絆を深めよう！                                                                                 | ボードゲームソムリエ・松永直樹                                                         | 広本・中山           | |
| 38 | 12月29日 | ボードゲームで絆を深めよう！                                                                                 | ボードゲームソムリエ・松永直樹                                                         | 広本・中山           | |

### 2023年
| 回 | 放送日  | お茶の間さまの指令 | 先生役 | 出動メンバー           | 備考 |
| -- | ------- | --- | --- | ---------------------- | --- |
| 39 | 1月5日  | 超時短切り抜きスペシャル！（総集編）                                                                                                  | - | -                      | 夕方の生放送スペシャルと同日放送 |
| 40 | 1月12日 | ボルダリングで自分の壁を超えていこう！                                                                                                | ボルダリング指導者/元ジュニア五輪代表・山本浩輝                                                                       | 石栗・西﨑             | 江上の代理MC：山本浩司（タイムマシーン3号、#47まで） ロケ地：ボルダリング施設「B-pump Tokyo Akihabara」                                                                |
| 41 | 1月19日 | ボルダリングで自分の壁を超えていこう！                                                                                                | ボルダリング指導者/元ジュニア五輪代表・山本浩輝                                                                       | 石栗・西﨑             | 江上の代理MC：山本浩司（タイムマシーン3号、#47まで） ロケ地：ボルダリング施設「B-pump Tokyo Akihabara」                                                                |
| 42 | 1月26日 | 目指せアクション女優！アクロバットに挑戦！ （アクロバット、エアリアル・シルク）                                                       | - 準備体操担当（ストレッチ・アクロバット）：アクション女優・秋本つばさ - エアリアル担当：インストラクター・野上さとか | 窪田・田代             | ロケ地：体操施設「つばさ基地 別館C」 |
| 43 | 2月2日  | 目指せアクション女優！アクロバットに挑戦！ （アクロバット、エアリアル・シルク）                                                       | - 準備体操担当（ストレッチ・アクロバット）：アクション女優・秋本つばさ - エアリアル担当：インストラクター・野上さとか | 窪田・田代             | ロケ地：体操施設「つばさ基地 別館C」 |
| 44 | 2月9日  | 阿波踊りをマスターしてアイドルの新境地を切り拓こう                                                                                    | プロ阿波踊り集団「寶船」                                                                                              | 米村・筒井             | |
| 45 | 2月16日 | 阿波踊りをマスターしてアイドルの新境地を切り拓こう                                                                                    | プロ阿波踊り集団「寶船」                                                                                              | 米村・筒井             | 番組キャラクター会議の様子を放送（前述） |
| 46 | 3月2日  | 金魚すくいマスターになってお茶の間さまを救おう！                                                                                      | 金魚すくい名人：長谷川睦子、深江麻利子                                                                                | 石栗・中山             | ロケ地：金魚問屋「金魚坂」 |
| 47 | 3月9日  | 金魚すくいマスターになってお茶の間さまを救おう！                                                                                      | 金魚すくい名人：長谷川睦子、深江麻利子                                                                                | 石栗・中山             | ロケ地：金魚問屋「金魚坂」 |
| 48 | 3月16日 | メンバー全員集合スペシャル！ （江上休止中のロケ振り返り、メンバー性格診断・占い）                                                     | （性格診断・占い）占い師：ぷりあでぃす玲奈                                                                            | 全員                   | 江上が本放送復帰。2月の生放送の際にT-1スタジオで収録。 斉藤・広本がアプリのチャットに登場（#50までの3週連続）                                                          |
| 49 | 3月23日 | メンバー全員集合スペシャル！ （江上休止中のロケ振り返り、メンバー性格診断・占い）                                                     | （性格診断・占い）占い師：ぷりあでぃす玲奈                                                                            | 全員                   | 江上が本放送復帰。2月の生放送の際にT-1スタジオで収録。 斉藤・広本がアプリのチャットに登場（#50までの3週連続）                                                          |
| 50 | 3月30日 | ベストセレクションSP（総集編） | - | -                      | メンバー・スタッフ選定の年間総集編 |
| 51 | 4月6日  | 祝1周年スペシャル①「全員集合お茶トーク&ミリオンチャレンジやってみた！」（お題トーク、100万アイドルプロジェクト!企画会議）             | なし | 西﨑除く全員           | 西﨑は体調不良により欠席。T-1スタジオで収録（#54まで） |
| 52 | 4月13日 | 祝1周年スペシャル①「全員集合お茶トーク&ミリオンチャレンジやってみた！」（お題トーク、100万アイドルプロジェクト!企画会議）             | なし | 西﨑除く全員           | 西﨑は体調不良により欠席。T-1スタジオで収録（#54まで） |
| 53 | 4月20日 | 祝1周年スペシャル②「1年前の自分たちを見てみよう！」（各メンバーの初ロケを振り返り）                                                   | なし | 西﨑・筒井を除く8人    | ニッチェは別仕事、西﨑は体調不良、筒井は学校行事により欠席。 番組初となるメンバーだけでの収録。MC：斉藤・広本                                                          |
| 54 | 4月27日 | 祝1周年スペシャル②「1年前の自分たちを見てみよう！」（各メンバーの初ロケを振り返り）                                                   | なし | 西﨑・筒井を除く8人    | ニッチェは別仕事、西﨑は体調不良、筒井は学校行事により欠席。 番組初となるメンバーだけでの収録。MC：斉藤・広本                                                          |
| 55 | 5月4日  | 100万アイドルプロジェクト! 第2弾「スシロー10万円チャレンジ！」                                                                        | なし | 全員                   | ロケ地：回転寿司店「スシロー 北葛西店」 |
| 56 | 5月11日 | 100万アイドルプロジェクト! 第2弾「スシロー10万円チャレンジ！」                                                                        | なし | 全員                   | ロケ地：回転寿司店「スシロー 北葛西店」 |
| 57 | 5月18日 | 江上vs OCHA NORMA!!!（江上とメンバーがミニゲームで10本勝負）                                                                          | なし | 全員                   | T-5スタジオで収録（セットなし） |
| 58 | 5月25日 | 江上vs OCHA NORMA!!!（江上とメンバーがミニゲームで10本勝負）                                                                          | なし | 全員                   | T-5スタジオで収録（セットなし） |
| 59 | 6月1日  | 100万アイドルプロジェクト第3弾 「OCHA NORMAドッキリ初体験」（ニッチェの番組卒業ドッキリ）                                             | なし | 全員                   | ニッチェ、斉藤・米村・田代は仕掛人。T-3・T-5スタジオ・会議室で収録 |
| 60 | 6月8日  | 100万アイドルプロジェクト第3弾 「OCHA NORMAドッキリ初体験」（ニッチェの番組卒業ドッキリ）                                             | なし | 全員                   | ニッチェ、斉藤・米村・田代は仕掛人。T-3・T-5スタジオ・会議室で収録 |
| 61 | 6月15日 | 100万アイドルプロジェクト第5弾 「あの手この手で歩数計10万カウントを目指そう！」（歩数計着用でサンバを教わりながら合計10万歩を目指す） | プロサンバダンサー・中島洋二                                                                                          | 全員                   | 上記回と同日にT-1スタジオで収録 |
| 62 | 6月22日 | 100万アイドルプロジェクト第5弾 「あの手この手で歩数計10万カウントを目指そう！」（歩数計着用でサンバを教わりながら合計10万歩を目指す） | プロサンバダンサー・中島洋二                                                                                          | 全員                   | 上記回と同日にT-1スタジオで収録 |
| 63 | 6月29日 | 時短切り抜きスペシャル！（「100万アイドルプロジェクト!」総集編）                                                                      | - | -                      | |
| 64 | 7月4日  | BEYOOOOONDSとお茶トーク！ | トークゲスト：BEYOOOOONDS（高瀬くるみ、前田こころ、山﨑夢羽、清野桃々姫、里吉うたの）                                 | 全員                   | 今回より火曜日同時刻へと枠移動。 T-1スタジオで6月の生放送（SP #4）と同日収録（#65まで）                                                                                |
| 65 | 7月11日 | BEYOOOOONDSとお茶トーク！ | トークゲスト：BEYOOOOONDS（高瀬くるみ、前田こころ、山﨑夢羽、清野桃々姫、里吉うたの）                                 | 全員                   | ミニコーナー：BEYOOOOONDS謝罪会見 |
| 66 | 7月18日 | 美文字になってうれCY!（習字を学ぼう!）                                                                                                | 書家・お笑い芸人：宇都鬼（おさる）                                                                                    | 中山・筒井             | 番組初となる『同一の二人組で二度目の収録』（中山・筒井は#9-10にも出演）。T-5スタジオで収録（セットなし）。                                                             |
| 67 | 7月25日 | 美文字になってうれCY!（習字を学ぼう!）                                                                                                | 書家・お笑い芸人：宇都鬼（おさる）                                                                                    | 中山・筒井             | 番組初となる『同一の二人組で二度目の収録』（中山・筒井は#9-10にも出演）。T-5スタジオで収録（セットなし）。                                                             |
| 68 | 8月1日  | 真剣！興奮！涙！ 昭和も令和もハマる ミニ四駆の世界 （ミニ四駆作りに挑戦）                                                             | タミヤスタッフ：半谷孝道・近藤亨                                                                                      | 石栗・米村             | ロケ地：タミヤ直営店「タミヤ プラモデルファクトリー新橋店」 |
| 69 | 8月8日  | 真剣！興奮！涙！ 昭和も令和もハマる ミニ四駆の世界 （ミニ四駆作りに挑戦）                                                             | タミヤスタッフ：半谷孝道・近藤亨                                                                                      | 石栗・米村             | ロケ地：タミヤ直営店「タミヤ プラモデルファクトリー新橋店」 |
| 70 | 8月15日 | 真夏のOCHA NORMAカラオケ大会 | なし | 米村・窪田・田代・筒井 | 番組初となる参加メンバー4人での収録。 後編放送後にYouTubeショート動画でメンバーのカラオケ動画を公開。 ロケ地：「カラオケJOYSOUND 神楽坂店」 カラオケ音源協力：JOYSOUND |
| 71 | 8月22日 | 真夏のOCHA NORMAカラオケ大会 | なし | 米村・窪田・田代・筒井 | 番組初となる参加メンバー4人での収録。 後編放送後にYouTubeショート動画でメンバーのカラオケ動画を公開。 ロケ地：「カラオケJOYSOUND 神楽坂店」 カラオケ音源協力：JOYSOUND |
| 72 | 8月29日 | サウナの流儀を学ぶ | 熱波師：豹華もも | 斉藤・石栗             | ロケ地：個室型サウナ店「秋葉原プライベートサウナ parasauna37」 |
| 73 | 9月5日  | サウナの流儀を学ぶ | 熱波師：豹華もも | 斉藤・石栗             | ロケ地：個室型サウナ店「秋葉原プライベートサウナ parasauna37」 |
| 74 | 9月12日 | OCHA NORMAカラオケ大会 第2弾 | なし | 広本・中山・西﨑・北原 | 後編放送後にYouTubeショート動画でメンバーのカラオケ動画を公開 ロケ地：「カラオケJOYSOUND 品川港南口店」 カラオケ音源協力：JOYSOUND                                     |
| 75 | 9月19日 | OCHA NORMAカラオケ大会 第2弾 | なし | 広本・中山・西﨑・北原 | 後編放送後にYouTubeショート動画でメンバーのカラオケ動画を公開 ロケ地：「カラオケJOYSOUND 品川港南口店」 カラオケ音源協力：JOYSOUND                                     |
| 76 | 9月26日 | 最終回 全員集合! 〜クイズ! 番組愛がなかったのは誰だ!?〜                                                                               | なし | 全員                   | 9月15日の特別番組（#5）後に収録。通常放送としては最終回。 |

### 特別番組
| 回 | 放送日時                          | サブタイトル                                                                          | 企画内容 | ゲスト                                                                                                   | 備考 |
| -- | --------------------------------- | ------------------------------------------------------------------------------------- | --- | --- | --- |
| 1  | 2022年10月3日（月） 19:00 - 21:00 | 『生放送2時間スペシャル ～未来のための井戸端会議～』                                  | - 番組キャラクター作り - Twitterでトレンド入りを目指す - 今後の番組企画会議 - 催眠術 - 『恋のクラウチングスタート』ライブ | スペシャルMC：宮本佳林 催眠術コーナー：十文字幻斎                                                        | 江上は産休のため、石栗は体調不良のため欠席。 BSJapanext T-1スタジオから生放送。 再放送10月9日（日） 19:00 - 21:00 |
| 2  | 2023年1月5日（木） 18:00 - 18:30  | 『お茶の間さまと新年お茶会スペシャル！』                                              | - 江上からメンバーへの手紙、メンバーから近藤への手紙 - お茶の間さまからの質問 - 書き初めで2023年の抱負 - 番組からの重大発表 | なし | 江上は産休中のため.、北原は体調不良のため欠席（代理MCなし）。 T-1スタジオから生放送。再放送なし。 |
| 3  | 2月21日（火） 18:00 - 19:58       | 『生放送2時間スペシャル ～もうすぐ一周年！お茶の間さまに感謝を伝える2時間生放送!!～』 | - 100万アイドルプロジェクト! チャレンジ内容発表 - チャレンジ④エアロバイクで10万m走破 - お茶の間さま力を貸して!OCHA NORMAクイズ! - 10万m救済チャレンジ大喜利! - 本音以外の回答禁止!メンバー 一斉アンケート | エアロバイク助っ人：団長安田、石井ミカン、岸大誠、きのした洋梨                                           | 江上が産休から復帰（生放送では初のレギュラーメンバー全員出演）。 T-1スタジオから生放送。再放送なし。 |
| 4  | 6月13日（火） 19:00 - 21:00       | 『ハロプロアイドル ガチ対決! 生放送2時間スペシャル～!』                               | - 100万アイドルプロジェクト!アプリのコメント数10万件を目指す - OCHA NORMA対BEYOOOOONDS 5番勝負 - ①知力勝負「一般常識リレー」 - ②体力勝負「三輪車レース」 - ③精神力勝負「ザ・プレッシャーゲーム」 - ④勇気勝負「目隠しチャンバラ」 - ⑤ファンサ勝負「コメント引き出しバトル」 - 敗者への罰ゲーム「顔面クリーム投げ」 | BEYOOOOONDS（高瀬くるみ、前田こころ、山﨑夢羽、清野桃々姫、里吉うたの）                                  | T-1スタジオから生放送。再放送なし。BEYOOOOONDSはハロー!プロジェクトの先輩グループ。 |
| 5  | 9月15日（金）18:00 - 20:00        | 『ハロプロアイドル ガチ対決! 生放送2時間スペシャル!』                                 | - 視聴者と協力して戦え！BEYOOOOONDS VS OCHA NORMA - 第1番 表現力勝負 - 第2番 協調性勝負 - 第3番 知力勝負 - 第4番 体力勝負 - 第5番 ファンサ力勝負 - 「#お茶の間さまを広めたい」（視聴者から募集した本特番告知動画） - 10万ツイート&コメントを目指せ!                                                               | BEYOOOOONDS（一岡伶奈、西田汐里、前田こころ、山﨑夢羽、平井美葉） 近藤の代理MC：池田勝（ジグザグジギー） | 近藤は体調不良のため欠席、西﨑は学校行事のため途中から参加。 T-1スタジオから生放送。再放送なし。 放送前の17:00頃からInstagram・OCHA NORMA（グループ）アカウントにて生配信。 放送終盤でレギュラー放送の終了と次回生放送予定が発表される。 |
| 6  | 2024年1月19日（金） 18:00 - 20:00 | 『生放送2時間スペシャル!』                                                            | - 「100万アイドルプロジェクト」結果発表 - 「OCHA NORMA四天王は誰だ!? 魂の4番勝負!」（罰ゲーム免除を賭けたメンバー対抗戦） - 知力バトル（学力系クイズ） - 運バトル（わさび寿司・ビリビリペン） - 運動神経バトル（椅子取りゲーム・三輪車レース） - ファンサバトル                                                   | なし | レギュラー放送終了後初の特別番組。T-1スタジオから生放送。再放送なし。 |
| 7  | 3月8日（金） 17:58 - 20:00        | 『生放送2時間スペシャル!お茶の間さま大感謝祭』                                        | - サイリウムダンス披露（前回「四天王」メンバー以外の6人による罰ゲーム） - お茶の間さまから来た100の質問に答えましょう！ - 視聴者投票で決定した企画 - メンバーの心をひとつに!以心伝心ゲーム! - あなたのハートを射止めたい!ファンサコーナー! - 珍回答続出?学力クイズバトル!                                         | なし | 生放送前の15:00から2時間、グループ公式YouTubeチャンネルにて罰ゲーム対象メンバーのダンス練習を生配信 |

※特別番組は原則レギュラー出演者全員が出演、生放送

## エピソード

### ユニフォーム
放送初回以来、OCHA NORMAメンバーは原則として番組専用の衣装を着用して収録に参加している。
いずれも無地・グレーのスウェット上下と、その内側にメンバーカラーのTシャツ、白いスニーカーという共通のもので、スウェット左胸には名札が付いているほか、スウェットシャツの首・袖は返し縫いがされていない。
2023年2月21日の生放送からは「チャッピー」缶バッジ（後述）、2023年5月4日の放送からはメンバーカラーの靴紐も着用している。
衣装にはTシャツの半袖・長袖以外に目立った季節変動がないため、冬季の屋外ロケではスウェットの上から防寒着を重ね着して収録する場合もある。また、企画内容に応じ別の衣装（ドレスや忍者など）を着用する場合もある。
なおニッチェの2人はこの衣装を着用せず、カジュアルスタイルの衣装で収録に参加している。

### 公式アプリ関連
放送局・BSJapanextの公式アプリ「つながるジャパネット」では、各番組のリアルタイム/見逃し配信が視聴可能なほか、視聴者が放送中の番組について感想を書き込めるチャット機能「リアルタイムコメント」、視聴番組を星1～5つで評価するレビュー機能などが提供されている。
同番組ではこのアプリを積極的に活用していて、特に「リアルタイムコメント」では、出演者が書き込みに参加し視聴者と交流する企画やコメントを番組内で紹介する企画、コメント参加者へのプレゼント企画を相次いで実施するなど初期から視聴者参加を促す取り組みを続け、同局の番組でトップクラスの書き込み件数を獲得している。
- 2022年5月19日の放送時間中に、OCHA NORMAメンバーの斉藤、広本がリアルタイムコメントに参加する企画が初めて実施された。なお、両メンバーともにニックネームを利用して書き込み、誰がメンバー本人なのかは番組終盤まで明かされないという企画であった[48][49]。前週の放送で告知されたこともあり、視聴者からは同アプリの当時最高記録となる2000件のコメントが書き込まれた[50][51]。
- 同年7月14日、21日放送のデビュー記念企画[注 10]では再び、斉藤と広本がリアルタイムコメントで視聴者と交流する企画が行われた[52][53][54]。なお、5月の放送とは異なりそれぞれ「斉藤円香（本人）」「広本瑠璃（本人）」のニックネーム、アーティスト写真のユーザーアイコンを利用し、正体を明かした状態で行われた。以降も同様の企画が不定期に行われている。
- 2022年10月3日に行われた初の生放送特別番組の放送中には、同アプリに追加されたTwitter（現X）連携機能を利用し、コメント欄からTwitterに同時投稿した際に付く番組公式ハッシュタグ「#お茶の間さま」のTwitterトレンド入りを目指す企画が行われた。放送中の書き込み件数は1万4000件余り[10]に達しトレンド入りを果たし[55]、アプリの同時視聴数、コメント件数、Twitterコメント件数のいずれも当時の同局最多記録を更新した[11]。
- 2023年6月13日に行われた4度目の生放送特別番組内で、それまでの放送局歴代最高記録（上記）を大幅に上回る「放送中のコメント件数10万件を目指す」という企画が実施された[56]。結果としては2万5192件（番組終了の4分前発表）となったが、同局の歴代最高記録を更新するコメント件数となった[57][58]。

### 番組公式キャラクター
番組には『チャッピー』という公式マスコットキャラクターがいる。メンバーの北原が「茶柱の立った湯飲み」をモチーフに考案した。
- 2022年10月3日の生放送特別番組内で番組キャラクターを創作する企画が行われ、メンバーそれぞれが描いた候補イラストの中から、公式アプリによる視聴者投票によって北原の案が選ばれた。なお、当初のキャラクター名は『茶柱くん』だった[59][60]。翌週の通常放送からは番組内で同キャラクターが使用されるようになった。

- 同年11月17日放送内のミニコーナーで、キャラクターの詳細を決めるメンバー会議（北原、窪田、西﨑参加）の様子が放送された。この中で当初北原の手描きだったキャラクターがプロの手によりCG化され、複数のデザイン案の中からメンバーの意見で「デフォルメバージョン」が採用された。またキャラクター名を改めて検討した結果『チャッピー』と命名された[61]（イラスト内では「チャッピ～」と表記される）。
- 2023年2月16日放送内のミニコーナーでは、再び開かれたメンバー会議（北原を除く全員参加）の様子が放送され、この中で表情のバリエーションが10種類に増えたチャッピーがお披露目された。さらに初のチャッピーグッズとして、各メンバーをイメージした表情・色違いの缶バッジ10種が作成され、翌週放送の特番からはメンバーの衣装に取り入れられたほか、視聴者プレゼントの景品としても利用されている[62]。

- 同年11月17日放送内のミニコーナーで、キャラクターの詳細を決めるメンバー会議（北原、窪田、西﨑参加）の様子が放送された。この中で当初北原の手描きだったキャラクターがプロの手によりCGイラスト化され、複数のデザイン案の中からメンバーの意見で「デフォルメバージョン」が採用された。またキャラクター名を改めて検討した結果『チャッピー』と命名された[61]（イラスト内では「チャッピ～」と表記される）。
- 2023年7月26日リリースのOCHA NORMA 3rdクアトロA面シングル収録曲のひとつ「オチャノマ マホロバ イコイノバ〜昭和も令和もワッチャワチャ〜」のミュージック・ビデオにチャッピーが“出演”した（チャッピーのイラスト（微笑みバージョン）が架空のLINEスタンプとして使用されている）[63]。

### その他のエピソード
- 2022年6月2日の第10回放送分より、次回の放送内容を30秒間の番組スポットとして放映、インターネット公開している[注 11][64]。翌週の第11回のスポットからは「お茶の間に愛される番組」という理由からか、テレビアニメ『サザエさん』の次回予告をオマージュし、冒頭で次回出演メンバー2人[注 12]が「さ〜て、次回（来週）のお茶の間さまは〜?」と台詞を言う演出がされ[65]、後にナレーションで3本立て作品のように見所を紹介する演出が付け加えられた[66]（ジャンケンは再現していない）。なお第11回のスポットからは冒頭の効果音として中西亮輔の楽曲「次回予告」が使用されている。
- 同年7月13日にOCHA NORMAがメジャーデビューしたのに合わせ、番組の公式SNS（Twitter、Instagram）アカウントが開設された[67][68]。このうちTwitterアカウントでは、それまでの放送回に出演した先生からデビューのお祝いコメント動画が寄せられた。なお番組Twitterは2023年3月からTwitter Blueによる認証（青バッジ）を利用している。
- 翌14日放送回からはデビュー記念企画として、番組初となるメンバーおよびニッチェ総出演の4週連続スペシャルが放送された。
- 同年10月より翌2023年1月いっぱいまでの約4か月間、ニッチェ江上が産休となる[69][70]。同期間の収録回（一部生放送回）では、ハロー!プロジェクトOGメンバーや相方・近藤のリクエストしたお笑い芸人が持ち回りで代役MCを務めた[46]（ゲストMCは放送リスト参照）。
- 同年10月3日には、産休中の江上と体調不良の石栗を除くレギュラーメンバー総出演で、いずれも番組初のゴールデンタイム・生放送・特別番組となった『お茶の間さまの言うとおり 生放送2時間SP～未来のための井戸端会議～』が放送された。なお、レギュラー番組の特番化自体がBSJapanextとして初の試みだった[33]。
- 2023年1月5日に、江上と体調不良の北原を除くレギュラー出演者全員で、2度目となる特別番組『お茶の間さまの言うとおり お茶の間さまと新年お茶会スペシャル』を生放送した[36][37]。この中で近藤から、「2時間生放送特番 盛り盛り計画！」と題し年内に4～5回の生放送特番を実施、更に年間を通じて「10万×10＝100万 ミリオンアイドルプロジェクト!」（前述）というチャレンジ企画を行う事が発表された[注 13][4]。
- 同年2月12日より、次回放送の一部分を「チョイ見せ動画」と題し、YouTubeの『BSJapanext公式チャンネル』にて原則毎週日曜日午前8時（JTS）から先行公開している（同月16日の第45回放送分より）[71][72]。次回が放送休止予定の場合は動画公開も翌週へと順延されるほか、放送予定週でもスタッフ繁忙等の事情で動画公開が休止または遅延となる場合もあった。

## スタッフ
2023年5月現在
- ナレーション：朝田陽貴（ステイラック）
- ディレクター：
- プロデューサー：
- 衣装協力：株式会社サンディカ・コーポレーション、株式会社スカラー（2023年5月・ニッチェ衣装）
- 製作協力：株式会社フラワーカンパニー[73]
- 技術協力：株式会社勇者部[74]
- 製作著作：BSJapanext

（特記の無いものは番組開始より）